# 纽芬兰纪念大学
纽芬兰纪念大学（英语: Memorial University of Newfoundland，通常简称 Memorial University 或MUN)是一所加拿大纽芬兰与拉布拉多省的无宗教背景的公立综合性学校。该校是加拿大大西洋省份最大的大学，注册学生超过17000名。因为在教育、工程、商科、地质和医学方面的雄厚背景，该校也被认为是加拿大最好的综合性大学之一。学校主校区位于加拿大纽芬兰与拉布拉多省最东端的省府圣约翰斯，另有两个分校区分别位于纽芬兰省的科纳布鲁克（Corner Brook）市和英格兰埃塞克斯Harlow。

## 历史

### 纪念大学学院
纽芬兰纪念大学始建于1925年，为纪念一战中牺牲的纽芬兰士兵，建校时起名为纪念大学学院，二战之后为增加了纪念在二战中牺牲的纽芬兰士兵的意义。始建时学校坐落在圣约翰斯的游行大街。第一批注册学生仅有57人，学校只提供两年的大学学习，到1940年代，学生人数激增到400多人。1993年，纪念大学合并了邻近的一所师范大学，并承担了老师培训的任务。在建校早期，纪念大学接受了纽约卡耐基公司的支持。

### 纽芬兰纪念大学
1949年，在纽芬兰大学法案下，纽芬兰省政府将纪念大学学院升格成全日制大学，自此学校改名为纽芬兰纪念大学至今。纪念大学在获得大学资格后的第一年共接收了307名学生。至1961年，注册学生人数急升至1400名，校园也从游行大街搬到如今所在的伊利莎白大道，成为现今其主校区。1965年三月8日，纽芬兰省政府宣布为注册学生免除第一年学费。1967年，医学院建立，1969年招收了第一名学生。
1969年，纪念大学在英格兰Harlow的分校开始招收学生，该校区主要提供教育学的实习，也提供少量学分课程和其它领域的实习。1973年，纪念大学曾在圣皮埃尔和密克隆群岛上开设弗雷克学院来提供一学期制的法语学习至2000年。如今这个学院被圣皮埃尔和密克隆群岛政府接管并改名为弗雷克项目，由FrancoForum运营，同时也得到加拿大政府与纽芬兰与拉布拉多省政府的支持。
1975年秋天，纪念大学科纳布鲁克校区开始运营。1979年，该校区改名为Sir Wilfred Grenfell学院，2010年再次改名为纽芬兰纪念大学格林弗校区。
1992年，同在圣约翰斯的渔业与海洋技术学院并入纪念大学，并改名为纽芬兰纪念大学渔业与海洋学院。现今命名为纽芬兰纪念大学海洋学院。

## 校园

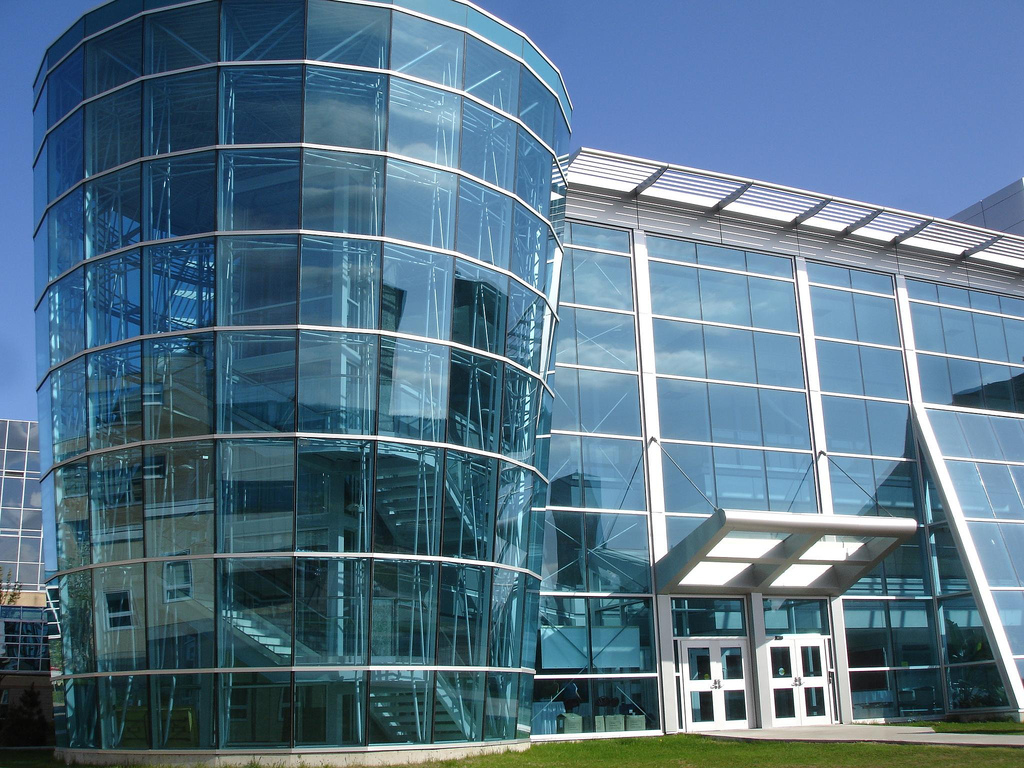
工程中心

### 圣约翰斯校区
圣约翰斯校区是纽芬兰纪念大学的主校区。该校区北临Long Pond及Pippy Park景区，南靠Elizabeth Avenue，东西各以Allandale Road和Westerland Road为界。 圣约翰斯市内快速通道Prince Philip Drive限速70码将整个校园分为南北两部分，学校除研究生宿舍，ESL(English as Second Language), 商科楼，工程楼，地质楼以外的大多数设施均位于该路以南。 南北校区通过若干条人行横道，一条隧道，一处人行天桥以及University Center的桥型建筑（多家餐厅位于其内部）相连接。
学校经营管理酒吧Breezeway，广播电台CHMR-FM以及校报Muse。

## 学院设置
纪念大学一共设有六所faculties，分别是艺术，管理学院，教育学院，工程学院，医学学院及自然科学学院；以及六所Schools。

## 住宿及饮食

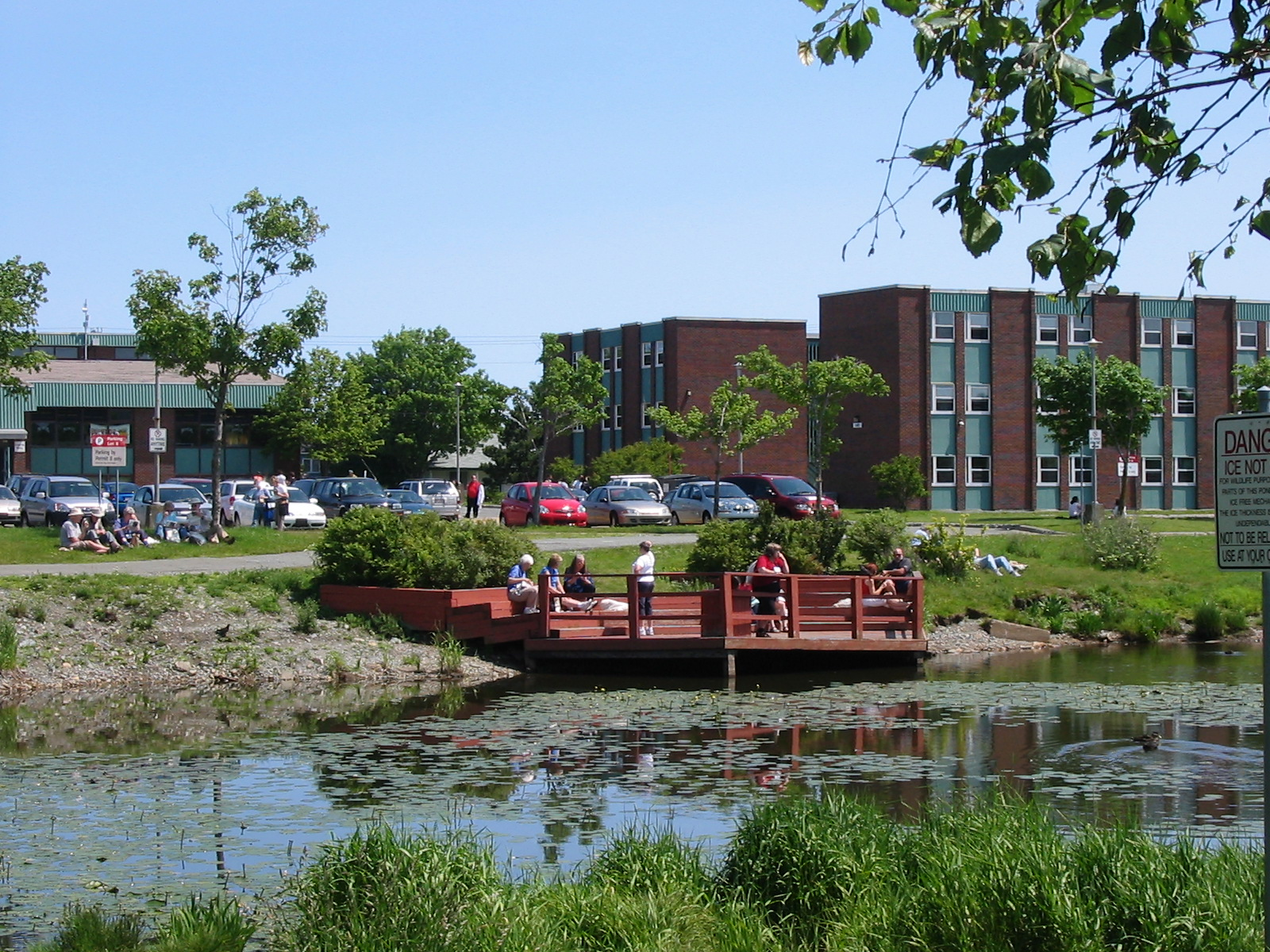
波顿池塘

纽芬兰纪念大学由学生事务及服务中心(Student Affairs and Services)下辖的住宿包含及咨询服务(Housing, Food and Conference Service)为学生负责住宿及饮食事务，包括校内和校外两种住宿方式。学校住宿分为宿舍（Patron College）及公寓（Burton's Pond）两种。守护神院（Patron College）拥有十个单元，可容纳1000人住宿，并且有地下通道直通教学区。守护神院采用单人或双人间，无厨房，入住学生必须选择学校提供的餐饮（Meal Plan）。波顿池塘（Burton's Pond）公寓的四幢马蹄形建筑共可容纳500名左右学生，其内部采用四卧，单厨，单卫式的设计。居住者可以自由选择是否接受校方提供餐饮。

## 纽芬兰纪念大学植物园
始建于1972年的纽芬兰纪念大学植物园一直由纪念大学校方运作。该植物园位于纪念大学圣约翰斯主校区西北方向的山上，园区主体围绕公牛湖（Oxen Pond），正门在赛欧山公路（Mount Scio Road）上。该花园采用北极花作为其徽章的主题图案。

## 体育
纽芬兰纪念大学的运动队名为海鹰队， 是加拿大校际体育总会的一员。